# ديميت اكالين
ديميت اكالين (بالتركية: Demet Akalın)‏ (23 أبريل 1972 في غولكوك في تركيا – )؛ هي مغنية وعارضة أزياء وكاتبة غنائية تركية بدأت مسيرتها الفنية عام 1990. وتعتبر من أكثر الفنانين الأتراك تأثيراً على مواقع التواصل الاجتماعي، فهي أكثر امرأة في تركيا تحظى بمتابعات على موقع انستغرام. كما حققت المركز الرابع كأكثر الفنانين الأتراك بحثاً على مواقع التواصل الاجتماعي في فبراير 2016.

## روابط خارجية
- ديميت اكالين على موقع IMDb (الإنجليزية)
- ديميت اكالين على موقع ميوزك برينز (الإنجليزية)
- ديميت اكالين على موقع ديسكوغز (الإنجليزية)
- ديميت اكالين على موقع قاعدة بيانات الفيلم (الإنجليزية)